# الجدول الزمني لمرض السل
هذا الجدول الزمني لمرض السل يوضح أهم الاكتشافات والتقدم في العلاج، بالإضافة إلى بعض المؤسسات الكبرى المعنية بمرض السل.

## الصورة الكبرى
| السنة/الفترة              | التطورات الرئيسية |
| ------------------------- | --- |
| العصور القديمة            | عُثر على نماذج لتشوهات الهيكل العظمي لمرض السل، بالإضافة إلى تشوهات بوت لدى المومياوات المصرية والذي أيضاً تم تجسيدها في الفن المصري القديم. لقد تم أيضاً الإشارة إلى مرض السل في كتب الإنجيل كما في كتاب سفر التثنية وكتاب سفر اللاويين. كما وُصف مرض السل في بعض النصوص المكتوبة في الهند منذ 3300 سنة وفي الصين منذ 2300 سنة. بالإضافة إلي ذلك فإن مرض السل متعارف عليه في الكلاسكيات اليونانية، حيث لقب بالسل phthisis.                                                             |
| العصور الوسطي وعصر النهضة | لقد ازدادت حالات مرض السل في هذه الفترات، حتى وصل إلى أن احتل محل مرض الجذام، ووصلت عدد الحالات إلى الزروة في القرنين الثامن والتاسع عشر، وذلك نتيجة لتنقل عمال الحقول إلى المدن بحثاً عن عمل. بالإضافة إلي ذلك، فإن في بعض الدول الأوروبية كان يشار لمرض السل "بملك الشر"، والذي كان يعتقد إلى حد كبير أنه عند لمس ملوك إنجلترا وفرنسا لمرضى داء الخنازير سيشفون منه بسهولة. |
| 1800-1700                 | تطور وصف مرض السل في الأدب الطبي. في حوالي عام 1800 قامت مصحة ساناتوريا بفتح بابها لاستقبال حالات عدة لمرض السل، وقد حققت نتائج ناجحة في بعض الأحيان. فإن فهم طريقه تطور مرض السل بدأت بأعمال لينيك، فيلمين، بالإضافة إلي تعريف عصية السل بالعميل المسبب وذلك هو الذي وضحه روبرت كوخ. |
| 1930-1920                 | تأسس الاتحاد العالمي لمكافحة مرض السل، بالإضافة إلي تطوير لقاح بي سي جي. وعقدت أيضاً عدة مؤتمرات دولية ركزت على الجوانب الأساسية والطبية والبيولوجية والاجتماعية لمرض السل. |
| 1940 فصاعداً               | قام أوبرغروبن فوهرر وفيلهلم كوبي خلال الاحتلال النازي لبولندا بإعدام أكثر من 30 ألف بولندي لإصابتهم بمرض السل، حيث علم واهتم القليل بحقيقه وجود علاج للمرض والذي كان شبه منتهي. فإن فصل الستربتومايسين يعتبر البداية للعصر الحديث لمرض السل. واستمرت ثورة العلاج حتى وصلت إلى تطوير آيزونيازيد، الذي كان أول دواء mycobactericidal يتم أخذه عبر الفم. بعد ذلك تم تطوير عقار ريفامبيسين الذي ساهم في تسريع عملية الشفاء، كما أنه ساهم في تقليل حالات مرضي السل في السنوات المتتالية. |
| 1980 فصاعداً               | تم ظهور مقاومة المضادات الحيوية وذلك أدى إلى زيادة حالات المرض في بريطانيا. بالإضافة إلى ذلك فإن ارتباط مرض السل بمرض الإيدز أدى إلى ارتفاع نسبة مرضى السل في بعض القطاعات. |
| الوقت الحالي              | حتي اليوم مازال مرض السل يعد من الأمراض المعدية القاتلة في أنحاء العالم. مع العلم أن معدل الوفاة قد انخفض ب47% منذ 1990. بالإضافة إلى ذلك فإن أكثر من 95% من الحالات والوفيات توجد في الدول النامية، وتوجد أغلب هذه الحالات في أفريقيا. هناك على الأقل مليون طفل مريض بالسل كل سنة، وذلك يمثل حوالي 11% من إجمالي حالات مرضى السل. |